# Квітмен (округ, Джорджія)
Шаблон:StateAbbr_ 31°52′ пн. ш. 85°01′ зх. д. / 31.86° пн. ш. 85.01° зх. д.
Округ Квітмен (англ. Quitman County) — округ (графство) у штаті Джорджія, США. Ідентифікатор округу 13239.

## Історія
Округ утворений 1858 року.

## Демографія
За даними перепису
2000 року
загальне населення округу становило 2598 осіб, зокрема міського населення було 1064, а сільського — 1534.
Серед мешканців округу чоловіків було 1223, а жінок — 1375. В окрузі було 1047 домогосподарств, 756 родин, які мешкали в 1773 будинках.
Середній розмір родини становив 2,95.
Віковий розподіл населення поданий у таблиці:
| Стать    | До 15 років | 15-21 | 22-29 | 30-39 | 40-49 | 50-65 | 65-85 | Понад 85 |
| -------- | ----------- | ----- | ----- | ----- | ----- | ----- | ----- | -------- |
| Чоловіки | 260         | 106   | 89    | 139   | 168   | 240   | 206   | 15       |
| Жінки    | 255         | 111   | 97    | 180   | 183   | 254   | 269   | 26       |

## Суміжні округи
- Стюарт — північ
- Рендолф — схід
- Клей — південь
- Барбур, Алабама — захід

## Виноски
1. ↑  U.S. Decennial Census. United States Census Bureau. Архів оригіналу за 26 квітня 2015. Процитовано 25 червня 2014.
2. ↑  Historical Census Browser. University of Virginia Library. Архів оригіналу за 11 Серпня 2012. Процитовано 25 червня 2014.
3. ↑  Population of Counties by Decennial Census: 1900 to 1990. United States Census Bureau. Архів оригіналу за 2 Лютого 2019. Процитовано 25 червня 2014.
4. ↑  Census 2000 PHC-T-4. Ranking Tables for Counties: 1990 and 2000 (PDF). United States Census Bureau. Архів оригіналу (PDF) за 18 Грудня 2014. Процитовано 25 червня 2014.
5. ↑  State & County QuickFacts. United States Census Bureau. Архів оригіналу за 5 вересня 2015. Процитовано 25 червня 2014.(англ.) Наведено за англійською вікіпедією.
6. ↑  American FactFinder. Бюро перепису населення США. Архів оригіналу за 29 липня 2011. Процитовано 31 січня 2008.

| США | Це незавершена стаття з географії США. Ви можете допомогти проєкту, виправивши або дописавши її. |